# 광동십호
광동십호(廣東十虎)는 청나라 말기 광동 지역에서 무예로 이름이 높았던 실존인물 10인을 일컫는 말이다. 후세에 많은 드라마나 영화의 소재로 다루어졌다.
광동십호 중 가장 유명한 이는 홍가권의 황기영이며 그의 아들 황비홍(黃飛鴻)은 후일 아버지 황기영보다 더욱 명성을 날리게 된다.
| 유파               | 이름           | 비고                |
| ------------------ | -------------- | ------------------- |
| 협가권(俠家拳)     | 왕은림(王隐林) |                     |
| 구룡권(九龍拳)     | 황징가(黄澄可) |                     |
| 흑호문(黑虎門)     | 소흑호(蘇黑虎) |                     |
| 홍가권(洪家拳)     | 황기영(黄麒英) |                     |
| 칠성권(七星拳)     | 여인초(黎仁超) |                     |
| 금완철쾌(金碗鐵筷) | 소찬(蘇灿)     | 속칭 소걸아(蘇乞儿) |
| 철선권(鐵線拳)     | 양곤(梁坤)     | 속칭 철교삼(鐵橋三) |
| 철지(鐵指)         | 진철지(陳鐵志) | 속칭 철지진(鐵指陳) |
| 담가삼전(譚家三展) | 담제균(譚齊均) |                     |
| 팔괘곤(八卦棍)     | 주태(周泰)     |                     |